# 21739 Annekeschwob
A 21739 Annekeschwob (ideiglenes jelöléssel 1999 RN157) a Naprendszer kisbolygóövében található aszteroida. A LINEAR projekt keretében fedezték fel 1999. szeptember 9-én.